# Lucius Marcius Censorinus (Konsul 39 v. Chr.)
Lucius Marcius Censorinus war ein römischer Politiker und Senator in der Mitte des ersten Jahrhunderts v. Chr.
Lucius Marcius Censorinus war Neffe von Gaius Marcius Censorinus. Er entstammte einer Familie, die Anhänger von Gaius Marius waren und damit zu den Gefolgsleuten von dessen Neffen Gaius Iulius Caesar gehörten. Marcius ist erstmals belegt, als er Caesar bei dessen Ermordung an den Iden des März schützen wollte. Nach Caesars Tod wurde er Anhänger des Marcus Antonius und 43 v. Chr. Praetor. Während der bürgerkriegsähnlichen Zustände folgte er Marcus Antonius und wurde vom Senat geächtet. Nach dem Ausgleich des zweiten Triumvirats kehrte Marcius zurück und erwarb das Stadthaus des inzwischen während der Proskription ermordeten Marcus Tullius Cicero. 42 v. Chr. wurde Marcius Censorinus Proprätor von Achaea und Macedonia und blieb bis 40 v. Chr. Amtsinhaber. Im Jahr 39 v. Chr. wurde er zusammen mit Gaius Calvisius Sabinus Konsul. Seine Amtszeit begann mit einem Triumph für Erfolge in Macedonia. Wahrscheinlich wird er noch 17 v. Chr. bei den Säkularspielen erwähnt und hat somit das Ende des Marcus Antonius überlebt. Sein Sohn Gaius Marcius Censorinus amtierte im Jahr 8 v. Chr. als ordentlicher Konsul.